# میگوی صورتی جنوبی
میگوی صورتی جنوبی (نام علمی: Farfantepenaeus notialis) نام یک گونه از تیره درازمنقارچگان است.